# 美花ゆり
美花 ゆり（みはな ゆり、1984年12月28日 - ）は、日本のAV女優。
神奈川県出身。現役の国語教師である。身長：165cm 、スリーサイズ：B85（Dカップ）・W58・H84。趣味、特技:カラオケ、料理。

## 略歴
2007年にAVデビュー。

## 作品

### アダルトビデオ
2007年
- 「某県勤務の現役女教師が生徒にナイショでAVデビュー!!」（2007年8月13日、MOODYZ）
- 「今もまだ！現役女教師の学校じゃできない妄想セックス!」（2007年9月13日、MOODYZ）
- 「最高のオナニーのために ～現役女教師編～」（2007年10月13日、MOODYZ）

2008年
- 「僕だけの現役女教師ペット」（2008年1月1日、MOODYZ）
- 「現役女教師パイパンハイパーデジタルモザイク」（2008年2月1日、MOODYZ）
- 「現役女教師 夢のSEX共演SPECIAL」（2008年5月1日、MOODYZ）…共演:城山みずき
- 「現役女教師 真性中出し」美花ゆり（2008年6月1日、MOODYZ）
- 「現役女教師 真性アナルFUCK」 美花ゆり（2008年7月1日、MOODYZ）